# 喬爾尼基夫
50°49′20″N 24°1′38″E / 50.82222°N 24.02722°E
喬爾尼基夫（烏克蘭語：Чорників），是烏克蘭西北部的村莊，隸屬沃倫州的沃洛德米爾區。該村始建於1885年，面積0.8平方公里，海拔高度184米，2001年人口203，人口密度每平方公里253.75人。